# Middlesborough
Middlesborough is een plaats (city) in de Amerikaanse staat Kentucky, en valt bestuurlijk gezien onder Bell County.

## Demografie
Bij de volkstelling in 2000 werd het aantal inwoners vastgesteld op 10.384.
In 2006 is het aantal inwoners door het United States Census Bureau geschat op 10.116, een daling van 268 (-2,6%).

## Geografie
Volgens het United States Census Bureau beslaat de plaats een oppervlakte van
19,8 km², geheel bestaande uit land.

## Plaatsen in de nabije omgeving
De onderstaande figuur toont nabijgelegen plaatsen in een straal van 24 km rond Middlesborough.

## Geboren
- Julie Parrish (21 oktober 1940-1 oktober 2003), actrice en uitvoerend producente